# リヴォルタ・ダッダ
リヴォルタ・ダッダ（伊: Rivolta d'Adda）は、イタリア共和国ロンバルディア州クレモナ県にある、人口約7,900人の基礎自治体（コムーネ）。

## 地理

### 位置・広がり

#### 隣接コムーネ
隣接するコムーネは以下の通り。括弧内のBGはベルガモ県、MIはミラノ県 、LOはローディ県所属を示す。
- アニャデッロ
- アルツァーゴ・ダッダ (BG)
- カジラーテ・ダッダ (BG)
- カッサーノ・ダッダ (MI)
- コマッツォ (LO)
- メルリーノ (LO)
- パンディーノ
- スピーノ・ダッダ
- トルッカッツァーノ (MI)

### 地勢・地形
- 河川：アッダ川

### 気候分類・地震分類
気候分類では、zona E, 2557 GGに分類される。
また、イタリアの地震リスク階級 (it) では、zona 3 (sismicità bassa) に分類される。

## 名所
- 先史時代パーク、アダ公園内で、同じ名前の町の郊外に位置し、自然のテーマパーク。